# Karl Denke
Karl Denke (Oberkunzendorf, cerca de Münsterberg, 12 de agosto de 1860  - Münsterberg, 22 de diciembre de 1924) fue un asesino en serie alemán que mató y canibalizó a docenas de vagabundos y viajeros sin hogar entre 1903 y 1924. Ha sido apodado el Caníbal de Münsterberg y el Caníbal Olvidado.

## Biografía
Denke nació el 11 de febrero de 1860 en Oberkunzendorf, al noreste de Münsterberg, Silesia, en el Reino de Prusia (ahora Ziębice, Polonia), en una familia de granjeros alemanes. Poco se sabe de la infancia de Denke, pero se sabe que a menudo se lo describía como un niño tranquilo y de voz suave que era difícil de criar, siendo señalado como uno de los peores estudiantes de su escuela primaria.  A la edad de 12 años, Denke se escapó de casa.
Tras terminar la escuela primaria, Denke se hizo aprendiz de jardinero y se buscó la vida. A los 25 años, el padre de Denke murió y su hermano mayor heredó la casa de su infancia, mientras que Denke recibió una parte del dinero, que utilizó para comprar un terreno. Denke intentó cultivar la tierra, pero fracasó y la vendió. Denke compró una casa para alquilar en la actual calle Stawowa, pero la inflación le obligó a venderla. Aun así, Denke se negó a mudarse y vivió en un pequeño apartamento a la derecha de la planta baja de la casa. Adquirió una licencia de vendedor y regentaba una tienda cercana donde vendía artículos de cuero y carne deshuesada (que muchos especulan que contenían restos humanos). Denke se ofreció voluntario como portador de la cruz y organista en la iglesia luterana local, y era muy querido en su comunidad. A veces daba asilo a vagabundos en su casa. Era apodado "Padre Denke". Denke dejó de ser miembro de la iglesia en 1906.

## Asesinatos
Karl Denke, por razones desconocidas, empezó a asesinar a vagabundos y viajeros pobres. Su primera víctima conocida fue Ida Launer en 1903. Seis años más tarde, en 1909, mató a Emma Sander, de 25 años (otro trabajador del matadero, Eduard Trautmann, fue declarado culpable de su asesinato, pero quedó en libertad en 1926 tras descubrirse la verdad). Su última víctima conocida fue Rochus Pawlick. Denke también llevaba un libro de contabilidad en el que registraba sus asesinatos. También se cree que vendió la carne de sus víctimas en la cercana Breslau como carne en escabeche a clientes desprevenidos (anunciada como carne de cerdo).

## Detención, suicidio y secuelas
El 21 de diciembre de 1924, Denke atrajo a su casa a un vagabundo llamado Vincenz Olivier con la promesa de veinte pfennig si escribía una carta para él. Olivier había sido dirigido a Denke por una mujer del pueblo, ya que Denke era conocido por su carácter caritativo. Según Olivier, se había sentado en un escritorio tras recibir papel y bolígrafo, pero se volvió hacia su anfitrión tras quedarse perplejo cuando Denke le dictó «Adolph, du fetter Wanst!» («¡Adolph, qué gordo eres!»). («¡Adolph, gordo vago!»), justo a tiempo para verle en el proceso de levantar un pico para golpear la cabeza de Olivier. La víctima logró agacharse, recibiendo un profundo corte (8 cm de largo y 2 cm de ancho) en la sien antes de poder arrebatarle el arma a Denke en el forcejeo subsiguiente. Olivier escapó por la puerta principal, gritando que un «loco» intentaba matarle, lo que atrajo la atención de los vecinos, que alertaron a las autoridades. En un principio, no se tuvo en cuenta el testimonio de Olivier debido a la reputación de Denke entre la gente del pueblo, lo que llevó a su detención por vagabundeo y mendicidad. Sin embargo, el juez insistió en que se investigaran las afirmaciones de Olivier, por lo que se detuvo a Denke para interrogarle. Lo encerraron en una celda, donde se ahorcó horas más tarde con una ligadura no especificada (cuya naturaleza exacta varía de un relato a otro, pero lo más habitual es que fuera un pañuelo o un cordón de zapato) antes de que se pudiera llevar a cabo el interrogatorio. En vista de ello, se registró la casa de Denke y la policía descubrió la truculenta verdad de sus asesinatos y canibalismo, descubriendo carne sin identificar que estaba siendo curada dentro de dos cubas llenas de salmuera, una caja con un surtido de huesos humanos y grasa humana almacenada dentro de ollas. También descubrieron varios objetos, como zapatos, cinturones, tirantes y cordones de zapatos, que, según los análisis, estaban hechos con piel humana curtida. Aunque se desconoce el número exacto de sus víctimas, el libro de contabilidad de Denke tenía registrados 31 nombres (incluido el de Olivier, que había escapado), lo que confirma al menos 30 víctimas. Sin embargo, debido al gran número de partes de cuerpos encontradas en su casa, se estima que el número de cadáveres de Denke ascendía a 42 o incluso más.
Décadas después, el caso de Denke permanece en su mayor parte olvidado. Aún se desconocen muchos datos sobre la vida de Denke, sus motivos, sus métodos y el número exacto de víctimas. Sólo se sabe de la existencia de dos fotografías de Denke, y la única clara es posterior a su muerte.
Se descubrió que el asesino de la Spree Wilhelm Brückner estaba interesado en los casos de Denke y Fritz Haarmann, con una nota en su lugar de trabajo en la que se leía «¡Massenmörder Haarmann! ¡Massenmörder Denke! Massenmörder ? ? ?» (¡Asesino de masas Haarmann! ¡Asesino de masas Denke! ¡Asesino de masas ? ? ?).

## Medios de comunicación
- Fritz Lang dijo en una entrevista que Denke fue una de las varias inspiraciones para su película de suspense de 1931 M'.[14][15]
- La película Motel Hell tiene un parecido con el caso de Denke, presentando a un granjero que atrapa y mata turistas para cosechar su carne para sus carnes ahumadas.
- La autora Lydia Benecke publicó un perfil psicológico de Denke en 2013.[16]
- Casefile cubrió el caso de Denke en su episodio 212 titulado «El caníbal olvidado» el 21 de mayo de 2022.[17]
- La banda alemana de rock progresivo RPWL mencionó a Denke en su tema «Another Life Beyond Control» de su álbum de 2023 Crime Scene.
- La banda alemana Neue Deutsche Härte Heldmaschine publicó una canción llamada «Karl Denke», lanzada como single.

## Lecturas complementarias
- Blazek, Matthias (2009). «Karl Denke». Carl Großmann und Friedrich Schumann - Zwei Serienmörder in den zwanziger Jahren. Stuttgart. pp. 133-34. ISBN 978-3-8382-0027-9.

- Martingale, Moira (1993). Asesinos caníbales: Los monstruos imposibles. Londres: Robert Hale. pp. 34-35. ISBN 0-7090-5034-8.
- Voss, Jens (15 de junio de 2022). «Papa Denke": Der Menschenfresser von Münsterberg». National Geographic (en alemán). Consultado el 23 de junio de 2022.